# Lebetus
Lebetus és un gènere de peixos de la família dels gòbids i de l'ordre dels perciformes.

## Taxonomia
- Lebetus guilleti (Le Danois, 1913)[3]
- Lebetus scorpioides (Collett, 1874)[4][5][6][7][8][9][10]